# Mem

Se även: Mem (olika betydelser) och Internetfenomen

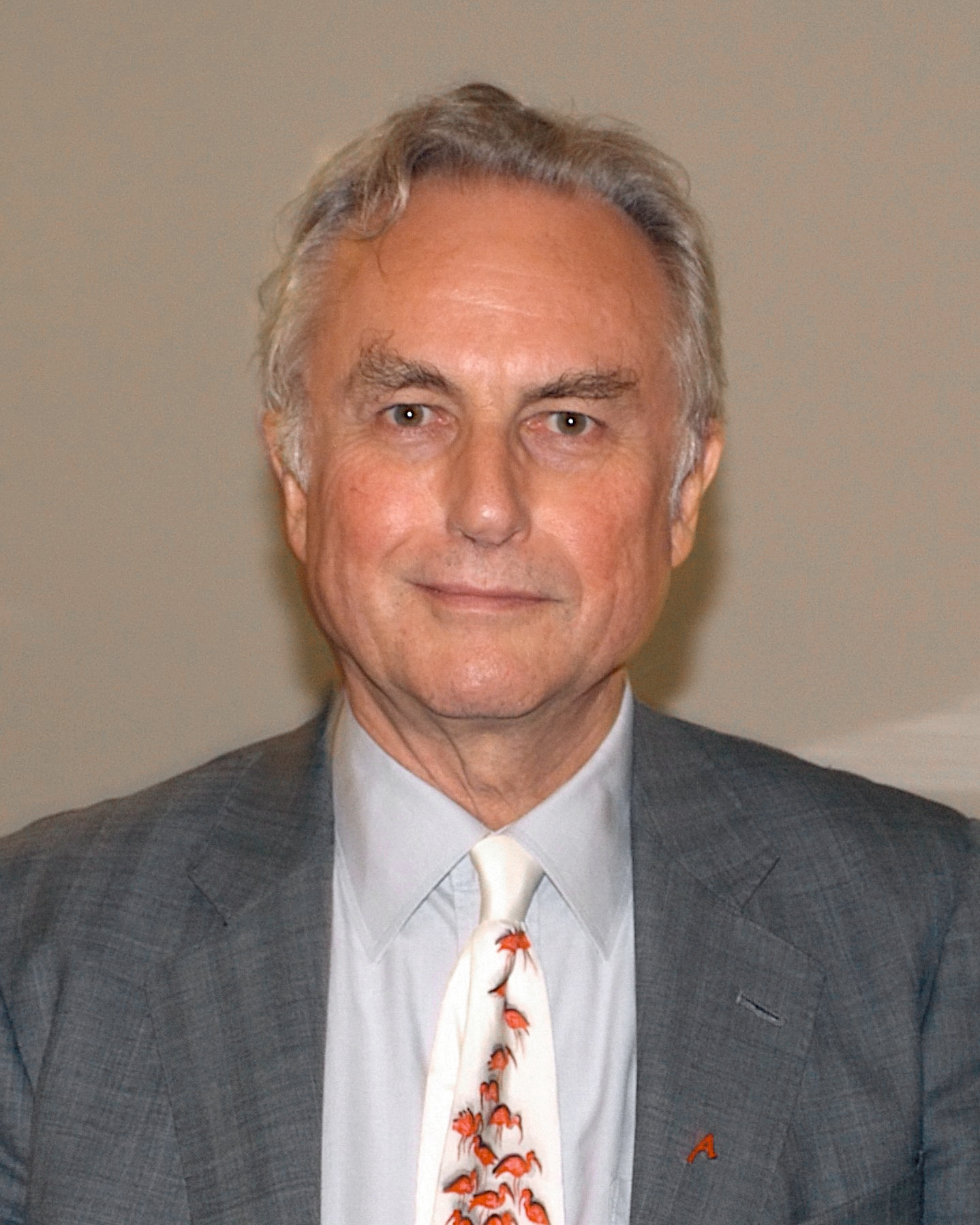
Richard Dawkins, som myntade begreppet mem.

Mem (uttal: me:m, engelska: meme, uttal: mi:m) är en term myntad och ett begrepp skapat av Richard Dawkins 1976 i boken Den själviska genen (i synnerhet kapitel 11), samt vidareutvecklad i The Extended Phenotype. The Gene as the Unit of Selection (kapitel 6). Mem definieras i den senare (s. 290) som:
"En ur kulturarvet utbruten enhet, hypotetiskt sett analog med en specifik gen, och lydande under samma naturliga urval beroende av sina fördelar inom den egna idéfenotypen för sin överlevnad och utbredning i kulturmiljön".
Som exempel på mem gav Dawkins melodier, slagord (catch-phrases), trosföreställningar, klädmoden, sätt att tillverka krukor (ways of making pots), och tekniken bakom byggandet av valv.
Efterföljande mem-forskare (se memetik) har ofta använt andra definitioner - såsom kognition, eller idé, och bristen på en klar definition av vad ett mem är har möjligen orsakat viss osäkerhet även om begreppets vetenskapliga värde. De flesta definitioner har dock det gemensamt att memet anses som den minsta självreplikerande kulturenheten. Därmed gör den möjlig den kulturella "evolution" som är ett faktum bland människor och även flera andra djurarter. Memen anses alltså analoga med generna i att de är de minsta byggstenarna i var sin typ av evolution: den kulturella respektive den biologiska eller genetiska. Med "kulturell" menas i detta sammanhang typ av beteenden, som alltså liksom genernas uttryck i organismer utsätts för omvärldens selektionstryck och därmed nedärvs differentierat i relation till omvärlden. Genen nedärvs genom sexuell reproduktion eller klonisk spridning. Memen nedärvs i efterföljande kultur främst genom klonisk spridning, dvs. vad vi kallar härmning, imitation och i nedärvd form tradition, vana, sedvänja, institution, rutin, osv. (Sandberg 2000, Distin 2005). 
Dawkins bildade det engelska ordet meme (IPA: /ˈmiːm/) som en kortform av mimeme, av klassisk grekiska μίμημα (mímēma) 'något imiterat', av μιμεῖσθαι (mimeisthai) 'att imitera', av μῖμος (mîmos) 'mimare, imitation'. 

## Grundläggande introduktion
Trots att memetikens företrädare inte är helt överens om en definition av begreppet kan man grovt sett ringa in mem som vilken information som helst som kan kommuniceras från en hjärna till en annan, såsom tankar, idéer, kognitioner, teorier, praxis, vanor, sånger, danser och stämningar. Bland flera forskare (Sandberg 2000, 2007, Distin 2005) har man emellertid sökt att driva analogin med genen vidare och på det sättet reda ut vad memet egentligen är. Man kan till exempel anse att memet i sin "genotypiska" form utgörs av tankar, idéer, kognitioner och andra mentala representationer, medan memets "fenotypiska" form utgörs av den praxis, de beteenden och de handlingar dessa mem leder till hos "värden" under vissa givna omgivningsförhållanden.
Mem har evolutionen och det naturliga urvalet som grund på samma sätt som Darwins teorier om den biologiska evolutionen, med förutsättningarna att replikation, mutation, överlevnad och konkurrens påverkar dem. Till exempel kan en idé dö ut medan andra överlever, frodas och förändras - på gott och ont - genom modifikation. Men det är viktigt att observera att det inte bara är de mem som är gynnsammast för sina bärare som överlever; snarare sprids de mem mest som replikerar sig effektivast, vilket gör att framgångsrika mem kan vara skadliga för sin värd. För att ta ett exempel, om en religion förmår sina bärare att offra sina liv för densamma, så är det bra för religionens spridning och överlevnad, men dåligt för den enskilda individen.

## Memens historia
Konceptet med idéer som sprider sig enligt genetiska regler förekommer innan Richard Dawkins bok Den själviska genen. Redan Darwin var medveten om analogin när han antog begreppet "survival of the fittest" från Herbert Spencer.
I tidskriften Journal of Memetics (numera inaktiv) har John Laurent föreslagit att termen mem är taget från verk av den relativt okände tyske biologen Richard Semon som 1904 publicerade boken Die Mneme som handlar om erfarenheter som liknar Dawkins tankar. Laurent har även föreslagit att roten till ordet 'mem' snarare kommer från μιμνήσκεσθαι, det grekiska ordet för att minnas, snarare än, som Dawkins påstår, från roten μιμεισθαι, gr. att imitera.
Everett Rogers som startade idéspridningsforskningen 1962 menar att Gabriel Tarde redan 1890 satte upp "lagar för imitation" som förklarade hur människor bestämde sig för att imitera andras beteende.
Efter Dawkins har till exempel Francis Heylighen utvecklat kriterier för hur det naturliga urvalet påverkar mem, som möjligen kan testas i kvantitativa studier, och 2003 testade Klaas Chielens den teorin. Fler forskare anges i artikeln om memetik.

## Introduktion till memetiken
Memetik, forskningen som baserar sig på begreppet mem, anses fortfarande kontroversiell bland icke-biologiskt skolade forskare. Området  startade i och med att Richard Dawkins försökte hitta paralleller till den minsta genetiska enheten som replikerade sig (genen) inom andra områden och insåg att tankar och idéer också är en "replikator" (memet). Datorers mjukvara skulle kunna vara en form av replikator som evolution så småningom skulle kunna skapa fantastiska saker med, antingen socialt, med öppen källkod, eller genom algoritmer som utvecklar sig själva.
Memetiken tar koncept från evolutionsteorin och applicerar dem på mänsklig kultur. Dessutom används matematiska modeller för att försöka förklara många kontroversiella ämnen, såsom religion, politiska system, politiska och ekonomiska [institutioner]. Flera studier har dock framgångsrikt utnyttjat memetik för empiriska studier (på statsvetenskapens och innovationsforskningens område av framför allt Mikael Sandberg).
Begreppet memetisk association syftar på tanken att mem grupperar sig. Till exempel innehåller memet jeans mem för byxor, blixtlås, blå färg, bomullskläder, nitar, bälteshällor, och dubbla sömmar. På det sättet kan grupper av mem agera symbiotiskt (för att använda en annan biologisk metafor) på det sättet att de samarbetar för sitt gemensamma bästa.
Frasen memetisk förskjutning syftar på hur ett mem förändras medan det överförs från en människa till en annan. Den memetiska förskjutningen ökar när överföringen sker på ett obekvämt sätt. Väldigt få mem visar stor memetisk tröghet (när memet manifesterar sig på samma sätt och får samma effekt oavsett vem som skickar eller tar emot memet). Memetisk tröghet ökar när memet överförs tillsammans med någon minnesregel eller annat verktyg, såsom ett rim, för att bevara minnet av hur memet såg ut innan överföringen.
Memetiker använder ofta den existerande biologiska term-floran för att skapa nya memetik-termer, genom att sätta mem- istället för gen-, till exempel mempool och memtyp. Detta är förmodligen ett av de viktigaste skälen till att memetiken inte absorberas eller accepteras till fullo i den icke-biologiskt skolade social- och samhällsvetenskapen.
Kritiken mot mem som begrepp och memetik som forskningsfält har tagit sig olika uttryck. Från semiotiskt håll har begreppets användbarhet ifrågasatts, då man menar att mem är en förenklad variant av det semiotiska begreppet "tecken" eller "symbol". Andra menar att mem helt enkelt är en synonym till ordet "begrepp". Memetiken har även kritiserats för att i stor grad använda sig av metaforer för att bygga kunskap inom fältet, inte minst i analogin att gener och kulturella fenomen skulle kunna likställas.